# Happy Pets
Happy Pets (en español: Mascotas Felices), era un videojuego de tiempo real, desarrollado por CrowdStar. El juego estaba disponible mediante el sitio web de la red social Facebook hasta la fecha 1/02/2020. El juego permitía a los miembros de Facebook manejar unas mascotas virtuales: alimentar, limpiar, alegrar, cuidar y cruzar o enamorar. Desde su lanzamiento es desconocido, la aplicación se convirtió en el juego popular de Facebook con 6,473,433 usuarios activos mensuales. 
Lamentablemente este juego fue eliminado de Facebook en 2020, al igual que Happy Aquarium.

## Animales
Hay Perros, Gatos, Conejos, Pato, Osos, Hurones, Hámsteres, Conejillos de india, Cerdos, Caballos, Dinosaurios, Tortugas, Loros, Mariposas, Pollos, Iguanas, Camaleones, Dragones, Monos, Canguros, Pingüinos, Jirafas, Alces, Leopardos, Tigres, Leones, Zorros, Elefantes, Koalas, pavos reales lobos y alienígenas

## Moneda
Hay dos tipos de moneda en Happy Pets: CrowdStar Coins y Facebook Credits. Las monedas son la moneda principal en Happy Pets Se utilizan para la compra de Mascotas, comida, cosas (muebles), regalos misteriosos, etc. Las monedas pueden ser obtenidos por limpieza de las cajas de arena, limpiando los tazones de perro y gato, por tocar o acariciar mascotas o apuntar Láser a las mascotas. Los dueños de mascotas también pueden ganar monedas en una alcancía en forma de cerdo. Las monedas también se pueden comprar con dinero real. Facebook Credits se utiliza para comprar especiales y / o artículos exclusivos. Un usuario obtendrá una Facebook Credit cuando se alcanza un nuevo nivel. Sin embargo, el método más común de ganar Facebook Credits es comprarlo de CrowdStar con dinero de la vida real.

## Niveles (Levels)
Como jugador progresa a través de Happy Pets van a ganar experiencia, que a su vez que se ganen los niveles. La experiencia se puede ganar mediante el cuidado de mascotas, añadir cuartos o yardas (jardines), compra de artículos de la tienda , ayudando a los vecinos en las fincas y casas para dar vagabundos o animales perdidos. Una vez que un jugador gana experiencia suficiente, se llega al siguiente nivel. En niveles más altos, los dueños podrán comprar artículos nuevos en la tienda y enviar nuevos regalos. Algunos niveles se dar premios adicionales, tales como el dominio de cuidado de mascotas en el nivel 10.

## Bienes (Goods)
Los bienes son artículos especiales, incluyendo comida y artículos de Caja misteriosa. Las mercancías se pueden comprar en la tienda con monedas o créditos Facebook

### Comidas
Hay comidas de perro, gato y otros animales.
- Latas:

- Cajas

### Cajas Misteriosas
La Caja Misteriosa es un tipo especial de productos que permite a los jugadores para recibir sorpresas cuando compran estos artículos.